# Intruders (film 2011)
Intruders è un film del 2011 diretto da Juan Carlos Fresnadillo.
È una pellicola horror uscita direttamente per il mercato dell'home video con protagonista Clive Owen.

## Trama
John Farrow vive a Londra ed è il padre di Mia. Mia di notte ha degli incubi nei quali vede l'Uomo Nero. Questo mostro perseguita un altro bambino spagnolo di sette anni, Juan, a Madrid. Mia conosce il mostro tramite una storia letta davanti alla sua scuola. La ragazzina viene raggiunta dall'intruso quando suo padre le racconta le storie di Carahueca, un mostro che i bambini temono. Il mostro visto da Juan, invece nasce dalla sua stessa fantasia. Il bambino infatti si diverte a inventare storie e a raccontarle alla madre. Proprio uno dei suoi mostri prenderà vita e lo terrorizzerà ogni notte. La vera tragedia comincia quando anche i genitori iniziano ad avere le stesse apparizioni.

## Distribuzione
Il film è partito con un budget di 13 milioni di dollari, ma ha incassato a livello mondiale 5,4 milioni di dollari. In Italia non è stato distribuito nelle sale, ma direttamente in DVD.